# 未来航路 (La'cryma Christiの曲)
「未来航路」（みらいこうろ）は、日本のヴィジュアル系ロックバンドLa'cryma Christiの5枚目のシングル。1998年8月26日に発売された。TVアニメ『Night Walker -真夜中の探偵-』のエンディングテーマ。

## エピソード
- インディーズ時代、ミニアルバム『Warm Snow』を発売した頃、KOJIが家でギターを弾いていたところ、ふと浮かんだメロディーとコード進行が元になっている（「La'cryma Christi KOJIのフロッピー買って下さい!PartII」の記事より）。当初はTAKAと2人でライブでのワンマン用の楽曲にしようと考えていたため、TAKAにメロディーを渡し、サビ部分の歌詞が出来上がった。しかし、その後思うように膨らまず、そのメロディーを3年間寝かせ、再び作曲にとりかかったという。TAKAには「出会い」をテーマにした歌詞にしてくれ、と頼んでいた。歌詞はTAKAの実体験だという。この楽曲で『HEY!HEY!HEY!』にも初出演した。
- オリコンチャートでは唯一トップ3にランクインした楽曲で、La'cryma Christi最高の初動売り上げを記録し、最大のヒット曲となった。[1]
- なお、同名の株式会社や高校教材も存在するが、関係はない。
- c/wの「Siam's Eye」は、インディーズ時代にミニアルバムで発表した楽曲である。入手困難となっていたが、2010年に再発売された。
- 「未来航路」は、『BEST-HITS-ANIME SONG1998』にも収録されている。
- ジャケットで山羊が銜えている手紙には、「未来航路」の歌詞が書かれている。
- 初めてカップリングのカラオケヴァージョンも収録された。

## タイアップ
- TV東京系列『Night Walker -真夜中の探偵-』エンディングテーマ。

## 収録曲
1. 未来航路
作詞-TAKA　作曲-KOJI
2. Siam's Eye
作詞-TAKA　作曲-KOJI
3. 未来航路（unvocal version）
4. Siam's Eye（unvocal version）

## 楽曲の収録作品
- Lhasa（#1、Album Version）
- Single Collection（#1,2）
- GREATEST-HITS（#1）
- Sound & Vision THE SINGLES + Selection from Live “DECADE”（#1）
- La'cryma Christi Singles + Clips（#1,2）[2]